# Ćavarov Stan
Ćavarov Stan är en ort i Bosnien och Hercegovina.   Den ligger i entiteten Federationen Bosnien och Hercegovina, i den sydvästra delen av landet, 90 km väster om huvudstaden Sarajevo. Ćavarov Stan ligger 868 meter över havet och antalet invånare är 349.
Terrängen runt Ćavarov Stan är huvudsakligen kuperad, men den allra närmaste omgivningen är platt.Närmaste större samhälle är Tomislavgrad, 2,9 km nordväst om Ćavarov Stan. 
Trakten runt Ćavarov Stan består till största delen av jordbruksmark. Runt Ćavarov Stan är det ganska tätbefolkat, med 93 invånare per kvadratkilometer.